# Robert Hughes (Schwimmer)
Robert „Bob“ Earl Hughes (* 15. Dezember 1930 in Lennox, Kalifornien; † 11. Oktober 2012) war ein US-amerikanischer Wasserballspieler und Schwimmer.
Hughes war 1952 und 1956 zweifacher Olympiateilnehmer. Bei den Olympischen Sommerspielen 1952 in Helsinki nahm er am Wasserballturnier teil und erreichte mit der US-amerikanischen Nationalmannschaft den vierten Platz. Er wurde in allen neun Spielen eingesetzt. Vier Jahre später bei den Sommerspielen in Melbourne erreichte er mit dem US-Team Platz 5 und bestritt im Lauf des Turniers fünf Spiele. Zusätzlich trat er im Wettbewerb über 200 Meter Brust an, schied dort aber bereits im Vorlauf aus.   